# Wilfried Heidt

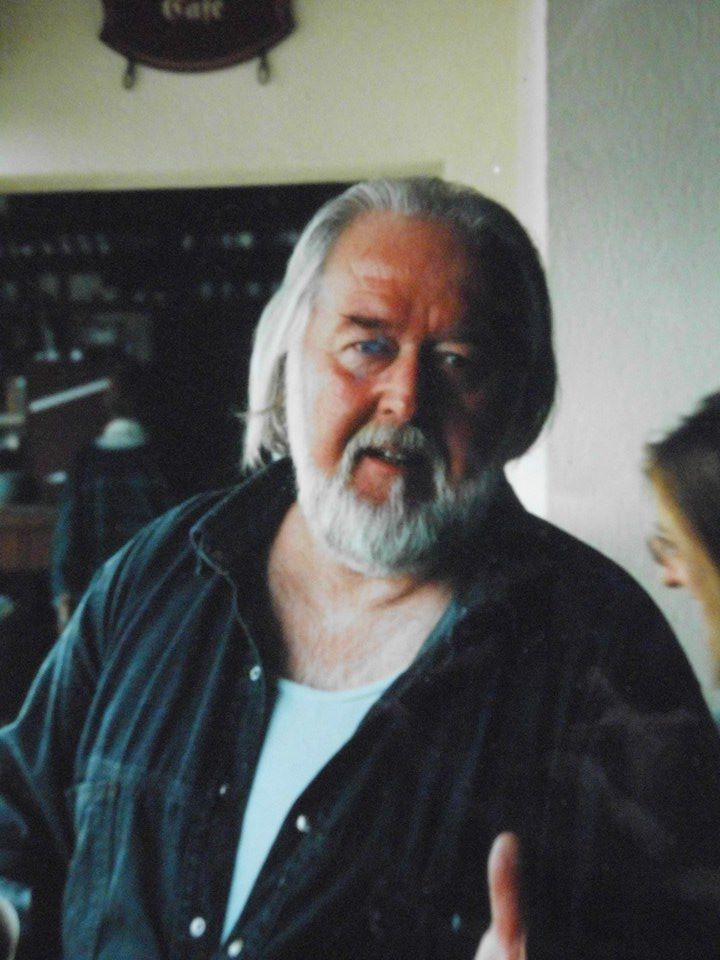
Wilfried Heidt, Ostern 2000 in Achberg

Wilfried Heidt (* 16. April 1941 in Karlsruhe; † 2. Februar 2012 in Achberg) war ein deutscher Anthroposoph und Leiter des Achberger Instituts für Sozialforschung. Sein Lebensweg war geprägt von seinem Einsatz für die soziale Dreigliederung im Sinne Rudolf Steiners.

## Leben und Werk
Zu seinem Wirken zählten unter anderem:
- die Mitwirkung an den politischen Entwicklungen in Deutschland in der Folge der 1968er-Bewegungen, einschließlich der Nachwirkungen des Prager Frühlings;
- seine Zusammenarbeit mit Joseph Beuys;[1]
- seine Mitwirkung bei der Gründung der westdeutschen Partei Die Grünen;
- seine bis kurz vor seinem Tode durch ihn betriebene Idee der „dreistufigen Volksgesetzgebung“ (Direkte Demokratie) auf Bundesebene (nach Art. 20 II GG) sowie letztendlich in der gesamten Europäischen Union (EU).

Wilfried Heidts Wirken reichte weit über den engeren Kreis seiner Achberger Freunde hinaus.
So befruchtete er immer wieder gesellschaftliche Debatten sowohl innerhalb der AAG (Allgemeine Anthroposophische Gesellschaft) als auch im Achberger Kreis.

## Ausgewählte Veröffentlichungen
- Der dritte Weg, Achberg 1973
- als Herausgeber: Abschied vom Wachstumswahn: Ökologischer Humanismus als Alternative zur Plünderung des Planeten. Achberg Verlag 1981, ISBN 3-88103-018-2.
- Die Position des „Achberger Kreises“ in den Grünen. In: Reinhard Giese (Hrsg.): Sozial handeln aus der Erkenntnis des sozial Ganzen. Soziale Dreigliederung heute, Rabel 1980, S. 238–247
- Die Kardinalfrage des Staatswesens – Hinweis auf eine Lebensnotwendigkeit der Gegenwart und Zukunft (zusammen mit Bertold Hasen-Müller). In: Der Staat. Aufgaben und Grenzen, Sozialwissenschaftliches Forum Band 4, Stuttgart 1992, S. 113–139
- Volkssouveränität und Volksgesetzgebung, Sonderheft 5 der Flensburger Hefte, Flensburg 1990
- Wer ist die Allgemeine Anthroposophische Gesellschaft?, Achberg 1998